# Opération Corn Flakes
 (juillet 2014).
Si vous disposez d'ouvrages ou d'articles de référence ou si vous connaissez des sites web de qualité traitant du thème abordé ici, merci de compléter l'article en donnant les références utiles à sa vérifiabilité et en les liant à la section « Notes et références ».
L'opération Corn Flakes était une opération de propagande menée par la Direction générale des opérations psychologiques (Morale Operations Branch) de l'Office of Strategic Services des États-Unis en février 1945-mars 1945 afin de saper le moral des populations civiles allemandes et autrichiennes, à la fin de la Seconde Guerre mondiale. L’idée était de faire passer dans le courrier des lettres contenant des journaux antinazis et convaincre la population que la fin du conflit était proche.
L'opération tient son nom du fait que, pour ses concepteurs américains, le courrier arrivait le matin, au moment du petit déjeuner ; elle fait référence à l'un des mets les plus populaires pour ce repas aux États-Unis, même si, à l'époque, rares sont les Allemands qui consomment des flocons de maïs le matin comme le faisaient les Américains.

## Préparatifs

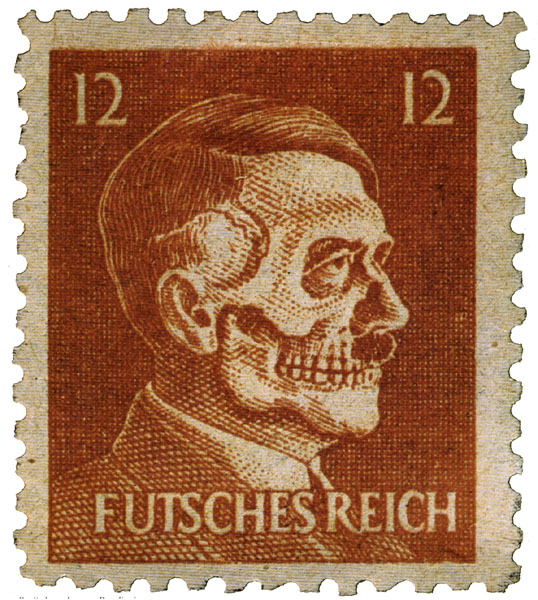
Faux timbre « Futsches Reich ».

Le plus simple a été la conception des documents pour convaincre les populations que le Reich nazi battait en retraite sur tous les fronts. « Das neue Deutschland » (La Nouvelle Allemagne) présentait l'Allemagne de la paix. Les Autrichiens devaient recevoir un courrier spécifique pour jouer sur la rancœur de l'Anschluss, l’annexion par l'Allemagne de 1938.
Cette opération est remarquable par les efforts qu’elle a réclamés. En effet, il fallait que chaque lettre soit unique (adresse de l'expéditeur, ville et date d’oblitération) pour éviter qu’un fonctionnaire des postes ou de la Gestapo ne remarque des coïncidences. Les sacs postaux furent imités jusqu’à la nature du papier de l’étiquette.
Ensuite, il a fallu suivre l’actualité des services postaux comme le changement de forme des cachets postaux, les horaires des trains postaux (les oblitérations étant conçues au dernier moment, dès que le train ciblé était connu). Enfin, la désorganisation des postes à cause de l’offensive alliée provoqua l’interdiction du courrier expédié par des civils pour donner la priorité au courrier posté par les entreprises et les administrations ; il fallut trouver les modèles d’enveloppes d’entreprises encore en activité.
Un faux timbre fut imprimé pour affranchir ces enveloppes : des faux du 12 pfennig à l'effigie d'Adolf Hitler, avec deux changements par rapport à l’original. La légende « Deutsches Reich » (Empire allemand) devint « Futsches Reich » (Reich fichu). Et le portrait d’Hitler était modifié pour que son visage apparaisse comme à moitié changé en crâne.

## Faire passer le courrier
Pour faire passer ces courriers de propagande dans le système postal allemand, l’option suisse fut écartée car la Confédération suisse souhaitait rester neutre.
Il fut décidé de bombarder des trains postaux précis, puis de larguer à basse altitude à l’aide de bombes les sacs emplis de courrier de propagande. L’idée était que les secours seraient trop heureux de récupérer du courrier intact pour se poser des questions.
Entre le 5 février et le 31 mars 1945, dix missions furent ainsi tentées. Neuf sont parvenues à larguer leurs sacs de courrier. Environ 5 000 lettres seraient entrées dans le réseau postal. D’après les interrogatoires menés par les alliés en Allemagne occupée, de plus en plus, les gens connaissaient les journaux de propagande et les lettres de la résistance intérieure qui faisaient partie du courrier de l’opération Corn Flakes.

## Philatélie
Bien que les 12 pfennigs à l’effigie d’Hitler soient des faux pour tromper l’administration postale, les catalogues allemands leur donnent une cote. Ils existent neufs et oblitérés puisque les résistants allemands s’en sont également servis pour leur courrier de propagande ; des postiers complaisants ou distraits pouvant laisser passer ces timbres. Les enveloppes affranchies avec ces timbres (opération Corn Flakes ou résistance intérieure) sont extrêmement rares.
L'utilisation de faux timbres pendant la Seconde Guerre mondiale a concerné plusieurs pays et mouvements de résistance. En France, quelques groupes de résistants se sont servis de l'effigie du général de Gaulle.

## Source
- Le timbre utilisé est référencé par le catalogue Michel Deutschland-Spezial, tome 1 (1849-avril 1945), rubrique Kriegs- und Propagandafälschungen, no 17 de la sous-partie II. Weltkrieg.
- Serge Véry, « L’opération Corn Flakes », article paru dans Timbroloisirs, n°2, février 1989.